# Juan Manuel Cavallo
Juan Manuel Cavallo (* 8. Dezember 1981 in Córdoba) ist  ein ehemaliger argentinischer Fußballspieler auf der Position eines Stürmers.

## Laufbahn
Cavallo war als Fußballprofi bereits bei Vereinen in fünf Ländern im Einsatz. Seine erste Auslandsstation hatte er 2005 beim indonesischen Erstligisten Persik Kediri. 2008 spielte er für den chilenischen Klub Rangers de Talca und anschließend beim peruanischen Club Sportivo Cienciano, bevor er 2010 nach Mexiko kam, wo er zunächst für die Albinegros de Orizaba spielte und sein gegenwärtiger Arbeitgeber Alebrijes de Oaxaca bereits seine achte Station im Land der Azteken ist.
Auch seine bisher einzigen Erfolge erzielte er mit den mexikanischen Vereinen Reboceros de La Piedad und Leones Negros de la UdeG, mit denen er die Zweitligameisterschaft der Apertura 2012 (Reboceros) gewann und in der folgenden Saison (mit den Leones Negros) den Aufstieg in die erste Liga schaffte.

## Erfolge
- Zweitliga-Meister: Apertura 2012, Saison 2013/14